# مطار لونغ سيريدان
مطار لونغ سيريدان (إياتا: ODN، إيكاو: WBGI) هو مطار يخدم بلدة لونغ سيريدان في ولاية سراوق في ماليزيا.

## شركات الطيران والوجهات
| شركة الطيران          | الوجهة              |
| --------------------- | ------------------- |
| MASwings [الإنجليزية] | باريو، مارودي، ميري |

## روابط خارجية
- الإقلاع والهبوط القصير، على موقع شركة مطارات ماليزيا.